# Escuela Oficial de Idiomas

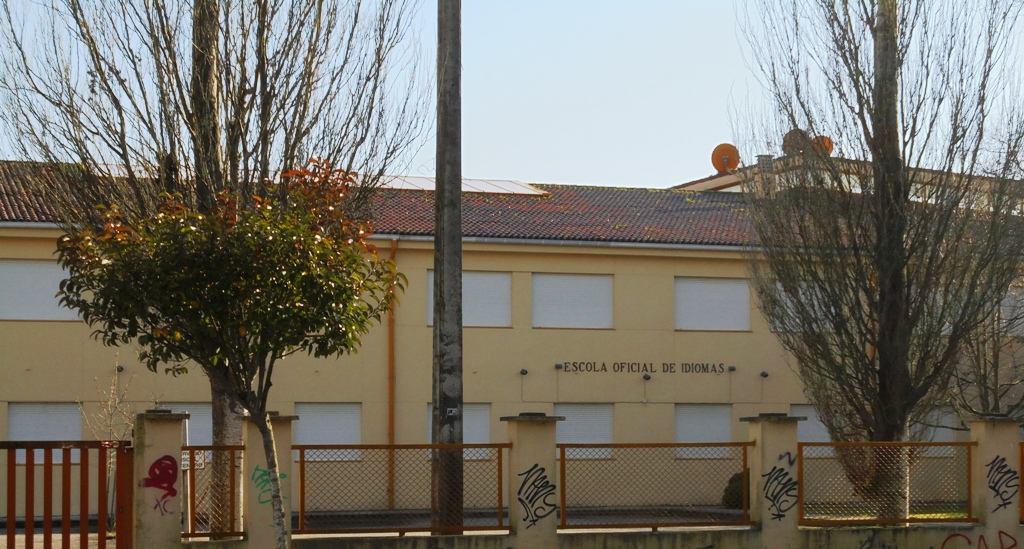
Facciata della Scuola Ufficiale di Lingue di Pontevedra.

Nel sistema educativo spagnolo, le Escuelas Oficiales de Idiomas (EOI) - "Scuole Ufficiali di Lingue" - costituiscono un'ampia rete di scuole pubbliche non universitarie specializzate nell'insegnamento di lingue moderne, in particolare ad adulti. Le EOI sono istituti dipendenti dagli Assessorati all'Istruzione delle diverse comunità autonome e sono inquadrate all'interno degli "istituti a ordinamento speciale". Ce n'è almeno una in ogni capoluogo di provincia e alcuni tra i capoluoghi più popolosi (Madrid, Barcellona, Saragozza...) ne hanno più di una; di solito nella stessa provincia ce ne sono diverse, ma il caso più frequente è un'unica scuola centrale nel capoluogo e più sedi distaccate ("extensiones") distribuite per la relativa provincia. Stando a dati dell'anno scolastico 2010-11, sono complessivamente circa 250 sull'intero territorio statale. Si regola in ambito nazionale per la normativa qui sottoelencata: 
- Ley Orgánica 2/2006, de 3 de mayo, de Educación, (LOE)
- Real Decreto 1629/2006, de 29 de diciembre (contenente gli aspetti curricolari essenziali)
- Ley Orgánica 8/2013, de 9 de diciembre (allo scopo del miglioramento della qualità dell'Istruzione)

Questa normativa prevede fino a quattro cicli biennali, ma presso la maggior parte delle scuole ne vengono impartiti soltanto tre (fino al raggiungimento del livello B2 QCER).
Gli insegnamenti che vengono impartiti nelle Scuole Ufficiali assumono diverse modalità:
- presenziale

oltre al diritto e all'obbligo di frequenza, gli studenti hanno fino a quattro sessioni di esame per livello e possono partecipare al programma di attività culturali e ad altri servizi erogati dalla scuola; i corsi hanno di solito una durata di otto mesi (da ottobre a maggio) e le lezioni hanno, nella maggior parte dei casi, un orario serale; tuttavia, ci sono centri dove si tengono corsi intensivi e gli orari possono essere più ampi; 
- semipresenziale

attivata soltanto in Andalusia, con un programma specifico che fa capo all'Assessorato andaluso alla pubblica Istruzione, Cultura e Sport;
- a distanza (solo per l'inglese)

attivata tramite il programma "That´s English!";
- libera (per privatisti o non frequentanti)

gli studenti hanno soltanto diritto a sottoporsi a esami di fine biennio e cioè di certificazione;
- corsi e piani specifici di formazione per adulti e per insegnanti, che saltuariamente vengono attivati dalle diverse amministrazioni autonomiche in determinati centri scolastici.

Attualmente (anno scolastico 2013-14), le lingue impartite presso le E.O.I. sono 23, qui sottoelencate. Di fatto però non tutte sono usufruibili presso ogni singola EOI. Il caso più frequente è quello in cui si impartiscono l'inglese, il francese, il tedesco e l'italiano, seguito dal tipo di scuola comprendente anche lo spagnolo come lingua straniera.  
- Arabo
- Catalano
- Cinese
- Coreano
- Danese
- Euskera
- Finlandese
- Francese
- Galiziano
- Giapponese
- Greco moderno
- Inglese
- Irlandese
- Italiano
- Olandese
- Polacco
- Portoghese
- Romeno
- Russo
- Spagnolo (per stranieri)
- Svedese
- Tedesco
- Ungherese